# Диноша, Эгзон
Эгзон Диноша (черног. Егзон Диноша; 12 января 2001) — черногорский футболист, нападающий. В настоящее время выступает за «Титоград».

## Карьера
До 2017 года выступал за юношеские команды «Будучности». Летом 2017 года перешёл в «Дечич». В основном составе дебютировал 16 сентября 2017 года в матче первой лиги против «Кома». Диноша вышел на поле на 76-й минуте встречи, заменив Саву Гардашевича. В январе 2018 года стал игроком «Титограда».
В 2017 году сыграл три матча за юношескую сборную до 17 лет.